# GOOD DREAMS (ルースターズのアルバム)
『GOOD DREAMS』（グッド・ドリームス）は、1984年4月21日に発売されたルースターズの5枚目のアルバムである。

## 概要
1982年10月21日発売の『IN NURNBERG』及び1983年7月1日発売の『C.M.C.』の2枚の12インチ45回転ミニアルバム収録曲のリミックスに、新曲の「Hard Rain」、「All Alone」を加えた編集盤。「All Alone」はサンハウスの「ふっと一息」のカバーである。
このような経緯から、収録曲の録音時期には幅があり、参加メンバーも、大江慎也（ボーカル、ギター）、花田裕之（ギター）、井上富雄（ベース）、池畑潤二（ドラムス）、灘友正幸（ドラムス）、下山淳（ギター）、安藤広一（キーボード）の7名となっている。なお、1984年1月に、ベースの井上富雄が脱退し柞山一彦が加入しているが、柞山はレコーディングには参加していない。
このアルバムからバンド名の英文表記が「THE ROOSTERS」から「THE ROOSTERZ」に変更されている。
1987年には『DIS.+GOOD DREAMS』として前作（4枚目）の『DIS.』とのカップリングCDが発売されているが、『GOOD DREAMS』からは1、2、4、8曲目のみが収録されている。初めて完全な形でCD化されたのは1995年のことである。
2000年には、デビュー20周年を記念して、3,000枚限定の紙ジャケット仕様再発盤が発売されている。この再発盤は、リマスタリングが施され、『IN NURNBERG』及び『C.M.C.』収録のオリジナル・バージョンのうち4曲がボーナス・トラックとして収録されている。なお、2003年にも紙ジャケットで再発されているが、この盤にはボーナス・トラックは収録されていない。

## 曲目
1. ゴミ（作詞・作曲：大江慎也）
2. Good Dreams（作詞・作曲：大江慎也）
3. C.M.C.（Health -Mix）（作詞：大江慎也、作曲：ザ・ルースターズ）
4. Hard Rain（作詞：大江慎也、作曲：大江慎也、安藤広一）
5. Drive All Night（Club -Mix）（作詞・作曲：Elliot Murphy）
6. ニュールンベルグでささやいて（Health -Mix）（作詞：大江慎也、作曲：ザ・ルースターズ）
7. カレドニア（Re-Mix）（作詞・作曲：大江慎也）
8. All Alone（作詞：柴山俊之、作曲：鮎川誠）
9. ニュールンベルグでささやいて（Original Version）
10. C.M.C.（Original Version）
11. カレドニア（Original Version）
12. Drive All Night（Original Version）

9曲目以降は、2000年の再発盤収録のボーナス・トラック。